# Lehtisaaret (ö i Päijänne-Tavastland, Lahtis, lat 61,42, long 25,52)
Lehtisaaret är en ö i Finland. Den ligger i sjön Päijänne och i kommunen Sysmä i den ekonomiska regionen  Lahtis ekonomiska region  och landskapet Päijänne-Tavastland, i den södra delen av landet, 140 km norr om huvudstaden Helsingfors. Öns area är 4,2 hektar och dess största längd är 350 meter i öst-västlig riktning.  Notera att namnet antyder att det är fråga om flera öar.